# William Shatner

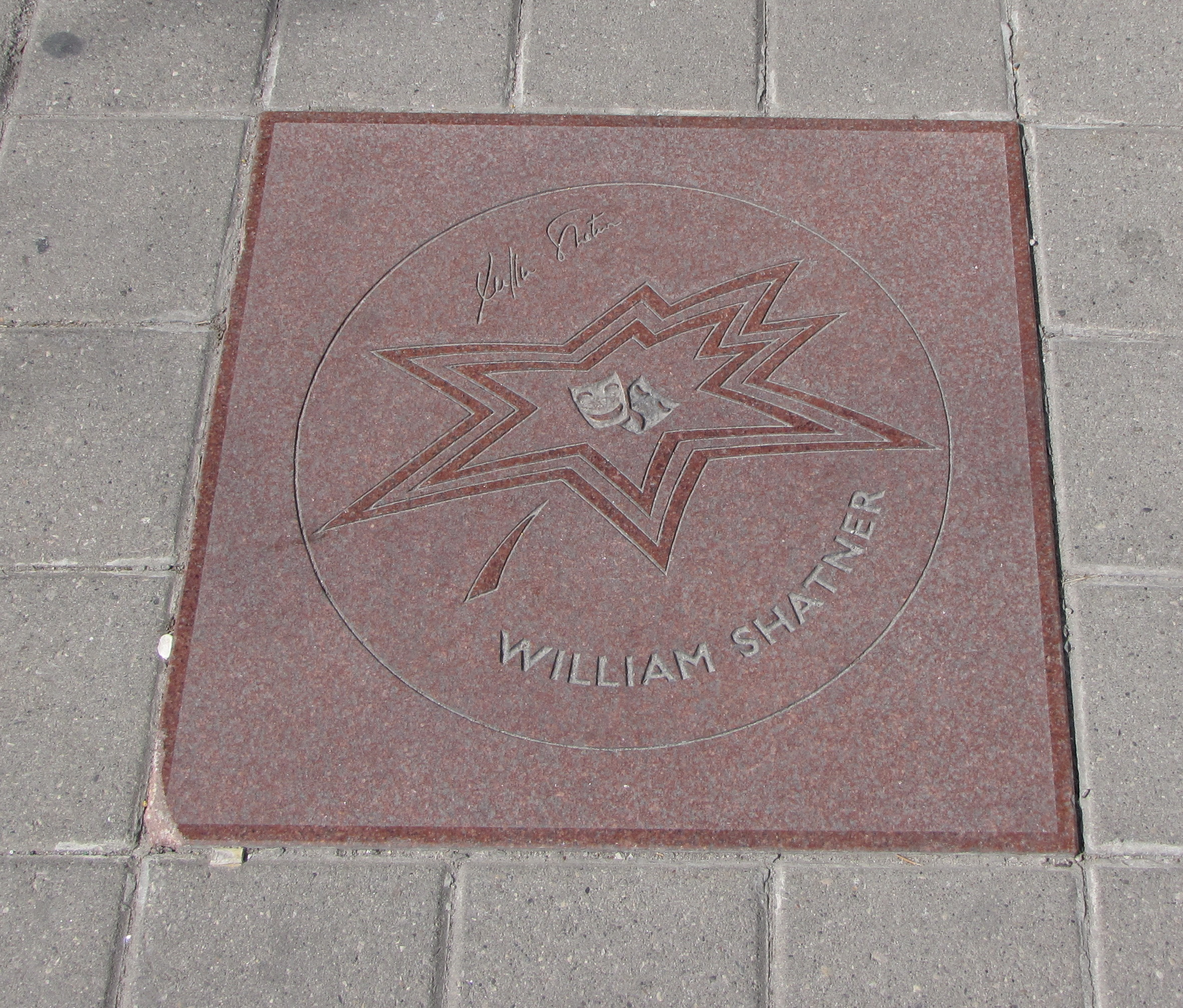
Estrela de William Shatner na Calçada da fama do Canadá.

William Alan Shatner OC (Montreal, 22 de março de 1931) é um ator canadense, vencedor dos prêmios Emmy e Golden Globe.

## Carreira
Shatner começou atuando em peças e, nos anos 1950, passou a fazer pequenos papéis em filmes canadenses. Foi para os EUA e passou a participar de dezenas de filmes, como The Intruder (1962) e Judgment at Nuremberg (1961). Também fez participações em diversos seriados, como Alfred Hitchcock Presents (em 1957 e 1960), The Twilight Zone (em 1960, no episódio Nick of Time, e 1963, no episódio Nightmare at 20000 Feet), The Outer Limits, The Man from U.N.C.L.E. (em 1964), Columbo, episódios Fade in to Murder e Butterfly in Shades of Gray, Emergência 911 (1989) e Caçadores de relíquias (2011).
Shatner já trabalhou como escritor, produtor, diretor e músico. Já contracenou com o ator Leonard Nimoy em seis séries diferentes: The Man from U.N.C.L.E., Star Trek, Star Trek: A Série Animada, Mission: Impossible, TJ Hooker e Futurama. Shatner atuou em outra série como personagem principal, chamada T.J. Hooker (conhecida no Brasil como Carro Comando) de 1982 a 1986.

### Star Trek
Em 1965 Jeffrey Hunter foi escalado para o papel de capitão Christopher Pike, da USS Enterprise no episódio piloto mas decidiu não continuar na série; então William Shatner foi escalado para o personagem principal em um segundo episódio-piloto da série Star Trek para a NBC. O programa foi aprovado e em 8 de setembro de 1966 estreava Star Trek (Jornada nas Estrelas). Shatner interpretava James T. Kirk, o capitão da nave estelar USS Enterprise.
Depois de apenas três temporadas, em 1969, o seriado foi cancelado, mas as reprises fizeram de Jornada nas Estrelas um sucesso e William Shatner, um astro. Logo, em 1973, dublou Kirk em Jornada nas Estrelas: A Série Animada e, em 1979 o interpretou no filme Star Trek: The Motion Picture.
Também fez Kirk em outros cinco filmes com o elenco da série clássica e em Star Trek: Generations (1994), com os elencos da série clássica e da Nova Geração. Em 1989, dirigiu o quinto longa da franquia Jornada nas Estrelas V: A Última Fronteira.
Kirk é até hoje adorado e considerado pelos fãs um dos melhores personagens de toda a franquia de Star Trek.

### Boston Legal
Depois de uma fase de decadência, Shatner retornou com sucesso à televisão interpretando o advogado Denny Crane, na série Boston Legal (conhecido no Brasil como Justiça sem Limites). Por esse papel foi indicado duas vezes ao Emmy, ganhando uma, em 2005.

### $#*! My Dad Says
Em 2010, estreou a série $#*! My Dad Says, produzida pela Warner Bros, porém esta foi cancelada após uma temporada.

### I don't understand
Desde julho de 2021 apresenta o podcast I don't understand do canal de mídia russo RT news onde aborda diferentes assuntos (a maioria sob perspectiva científica ou de ficção científica) com especialistas das áreas.

## Prêmios
- Emmy e Golden Globe Award de melhor ator coadjuvante em televisão pela actuação em Boston Legal (2005)

## Voo espacial
Shatner voou ao espaço a bordo do New Shepard em 13 de outubro de 2021. Com 90 anos de idade, tornou-se a pessoa mais idosa a voar ao espaço. Contando os voos suborbitais e orbitais acima dos 80 quilômetros de altitude, Shatner foi a 597ª pessoa no espaço.

## Livros publicados
- 1993 - Jornada Nas Estrelas: Memórias  (Star Trek Memories) - sobre a série de TV.
- 1994 - Jornada nas Estrelas: Memórias dos filmes (Star Trek Movie Memories) - sobre os filmes para cinema.
- 1996 - O Retorno do Capitão Kirk (Star Trek: Return) - considerado como a continuação oficial do filme Star Trek: Generations.

## Discografia
A maioria dos álbuns de Shartner são de Spoken words.
- 1968 - The Transformed Man (Decca Records)
- 1977 - William Shatner Live – álbum duplo (Lemli Records)
- 1978 - Captain of the Starship - William Shatner Live! (1978) – álbum duplo (Imperial House) (Relançamento do álbum William Shatner Live por um outro selo, e com uma outra capa).
- 1996 - Spaced Out: The Very Best of Leonard Nimoy & William Shatner – coletânea (Universal Records)
- 2004 - Has Been (Shout! Factory)
- 2008 - Exodus: An Oratorio in Three Parts (JMG/Jewish Music)
- 2011 - Seeking Major Tom (Cleopatra Records)
- 2013 - Ponder the Mystery (Cleopatra Records)